# Balatonszemes, Somogy
Balatonszemes  este un sat în districtul Siófok, județul Somogy, Ungaria, având o populație de 1.982 de locuitori (2011). 

## Demografie
Componența etnică a satului Balatonszemes
     Maghiari (91,71%)
     Germani (4,89%)
     Necunoscut (1,92%)
     Alții (1,49%)
Componența confesională a satului Balatonszemes
     Romano-catolici (41,98%)
     Fără religie (7,37%)
     Reformați (5,8%)
     Luterani (1,92%)
     Necunoscută (41,98%)
     Atei (0,96%)
     Alte religii (7,32%)
Conform recensământului din 2011, satul Balatonszemes avea 1.982 de locuitori. Din punct de vedere etnic, majoritatea locuitorilor (91,71%) erau maghiari, cu o minoritate de germani (4,89%). Apartenența etnică nu este cunoscută în cazul a 1,92% din locuitori. Nu există o religie majoritară, locuitorii fiind romano-catolici (41,98%), persoane fără religie (7,37%), reformați (5,8%) și luterani (1,92%). Pentru 41,98% din locuitori nu este cunoscută apartenența confesională.